# Dubino
Dubino (lombardul: Dübin, helyi nyelvjárásban: Dübign) település Olaszországban, Sondrio megyében. Lakosainak száma 3782 fő (2023. január 1.). Dubino Andalo Valtellino, Delebio, Mantello, Piantedo, Verceia, Cino, Novate Mezzola, Gera Lario és Sorico községekkel határos.

## Népesség
A település népességének változása:
| Lakosok száma | 3718 | 3715 | 3782 |
|               | 2017 | 2018 | 2023 |